# Michael Winterhoff

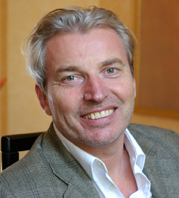
Michael Winterhoff (2010)

Michael Winterhoff (* 3. Januar 1955 in Bonn) ist ein deutscher Kinder- und Jugendpsychiater, Psychotherapeut und Autor. Seine Sachbücher über die Entwicklung von Kindern erreichten hohe Auflagen, sodass Winterhoff sehr präsent in den Medien war. In der Fachwelt werden seine entwicklungspsychologischen Thesen vorwiegend negativ beurteilt. Eine im August 2021 ausgestrahlte ARD-Reportage über Winterhoffs Methoden führte zu eingehender Kritik in den Medien und an der Kinder- und Jugendhilfe in Deutschland.

## Leben
Michael Winterhoff wuchs als zweites von vier Kindern des Konditormeisters Wilhelm-Georg Winterhoff und dessen Frau Karola, geb. Strünck, in Bonn auf. Die Eltern betrieben dort in der Kaiserstraße das Café Rittershaus, das sie von Karola Winterhoffs Vater Leo Strünck übernommen hatten. Winterhoff besuchte zunächst von 1961 bis 1966 die Bonner Münsterschule (Grundschule) und anschließend von 1966 bis 1971 die Gottfried-Kinkel-Realschule in Bonn. Entscheidende Impulse für seine spätere berufliche Ausrichtung erhielt Winterhoff erst als Teilnehmer, schließlich als aktiver Leiter von Jugendgruppen. In dieser Zeit entstand sein Wunsch, Medizin zu studieren. Mit diesem Ziel absolvierte er die gymnasiale Oberstufe am Ernst-Moritz-Arndt-Gymnasium Bonn und bestand dort 1974 das Abitur.
Nach anschließender Arbeit als Pflegediensthelfer im Malteser-Krankenhaus und beim Malteser Hilfsdienst in Bonn sowie dem Wehrdienst studierte Winterhoff von 1977 bis 1983 Humanmedizin an der Rheinischen Friedrich-Wilhelms-Universität Bonn. Dort wurde er 1984 bei Dieter Schulz mit einer Studie über Gastrinsekretion bei Ulcusdiathese durch Winkelbauer-Starlinger-Operation am Hund zum Dr. med. promoviert.
Von 1988 bis 2021 arbeitete Winterhoff in Bonn als Facharzt für Kinder- und Jugendpsychiatrie in seiner eigenen Praxis. Er befasste sich vorrangig mit psychischen Entwicklungsstörungen im Kindes- und Jugendalter aus tiefenpsychologischer Sicht. Zum 10. Dezember 2021 schloss Winterhoff angeblich aus Altersgründen seine Praxis.
Am 13. Februar 2025 begann die Hauptverhandlung gegen den bekannten Kinderpsychiater vor dem Landgericht Bonn. Ihm wird laut Anklage gefährliche Körperverletzung in 36 Fällen vorgeworfen. Er soll für seine minderjährigen Patienten – zum Teil ohne individuelle Diagnose – unter anderem jahrelang Heimunterbringung und die Gabe von Psychopharmaka verordnet haben, die sedierend wirken und schwerste Nebenwirkungen haben können.

## Zentrale Thesen

### Kindliche Entwicklung
Winterhoff findet, es sei ein Irrtum, im Verhalten des Kindes einen Ausdruck seiner Persönlichkeit zu sehen. Hier verkenne man entwicklungsspezifische Verhaltensweisen als individuelle Merkmale, denn Kinder hätten, so Winterhoff, bis zum Alter von sieben Jahren noch keine Persönlichkeit. Diese Entwicklung setze erst mit dem achten Lebensjahr ein.
Winterhoff beruft sich eigenen Angaben zufolge auf die psychoanalytische Tradition. So verbindet er das Freud’sche Modell infantiler Sexualentwicklung mit Einsichten des Stufenmodells von Erik und Joan Erikson. Kinder durchliefen bis zum sechsten Lebensjahr die orale (0.–2. Lebensjahr), die anale (3.–4. Lebensjahr) sowie die „magisch-ödipale“ Phase (5.–6. Lebensjahr). Diese Phasen seien mit entsprechenden „Weltbildern“ verknüpft, in denen sich das entwicklungsspezifische Selbst- und Realitätsverständnis des Kindes darstelle. Erst mit Abschluss der letzten Phase sei ein Kind „in der Lage, zu erkennen, dass eine Eigenreaktion eine Gegenreaktion im Gegenüber auslösen“ könne. Es habe gelernt, in Konflikten Eigenanteile zu erkennen, und sei damit im eigentlichen Sinne „schulreif“.
Um diese Entwicklungsphasen absolvieren zu können, bedürfe das Kind eines elterlichen Gegenübers, das sich phasenspezifisch verhalte und so dafür sorge, dass diese Entwicklungsschritte abgeschlossen werden können. Im Gegensatz dazu steht nach Winterhoff der weitverbreitete Irrtum, die Entwicklung der Psyche wäre ein autonomer, von selbst ablaufender Prozess. Hier setzt seine Kritik am bestehenden „Grundkonsens der Gesellschaft“ an, die sich in pädagogischen Debatten verzettele, ohne deren Vorbedingung erreichter psychischer Reife zu reflektieren.

### Kritische Diagnose
Winterhoff vertritt in seinem Buch Warum unsere Kinder Tyrannen werden: Oder: Die Abschaffung der Kindheit die These, dass das gegenwärtige Erziehungsklima einen Entwicklungsstillstand der Kinder herbeiführe. Als Kinderpsychiater sieht Winterhoff die Ursache für den von ihm beobachteten epidemischen Zuwachs von Problemverhalten bei Kindern in der Psyche der Erwachsenen, die in Kontakt zu den Kindern stehen. Spezifische, der gesellschaftlichen Entwicklung geschuldete Fehlhaltungen behindern seiner Ansicht nach das Heranreifen des Nachwuchses:
- Kind als Partner: Das Kind werde als gleichberechtigter Erwachsener behandelt. Der Erwachsene begebe sich auf eine Stufe mit dem Kind. Diese Tendenz beobachte er seit Anfang der 1990er Jahre. Winterhoff wendet sich gegen die moderne, „partnerschaftliche“ Pädagogik, wobei er seine Kritik nicht als Beitrag zur pädagogischen Debatte verstanden wissen will.
- Projektion: So nennt Winterhoff das Bedürfnis des Erwachsenen, vom Kind geliebt zu werden, sofern dieses Bedürfnis die erzieherische Autorität korrumpiere. Diese Tendenz beobachte er seit Mitte der 90er Jahre. Der gesellschaftlich enttäuschte Erwachsene begebe sich „in der Projektion“ auf eine Stufe unter das Kind, um hier seine Bedürftigkeit nach Liebe und Anerkennung stellvertretend zu kompensieren. Aus Angst vor Liebesverlust gerate der Erziehende in eine Position passiver, diagnostizierender Beobachtung, um anschließend zuvörderst erzieherische Probleme an therapeutische Instanzen zu delegieren.
- Symbiose: Das Kind werde im Rahmen einer psychischen Verschmelzung ein Teil des Erwachsenen. Die Symbiose sei gleichzeitig die Extremform in der absteigenden Trias der Fehlhaltungen, in der keinerlei seelische Abgrenzung mehr erkennbar sei. Als Endpunkt einer verheerenden Fehlentwicklung finde sich diese Verfallsform seit der Jahrtausendwende.[12]

In seiner Diagnose des gegenwärtigen, gesamtgesellschaftlichen Erziehungsklimas sieht Winterhoff zeittypische Formen der Überforderung oder des emotionalen Missbrauchs des Kindes. Die zunehmende Überforderung der Erwachsenen verschiebe die natürliche Machtbasis zugunsten des Nachwuchses und führe schließlich zu der völligen Machtumkehr, die Winterhoff als „Tyrannei“ des Kindes beschreibt. In Abhängigkeit von allgemeinen gesellschaftlichen Fehlentwicklungen gelinge es den Erwachsenen so immer weniger, den Kindern ein förderndes Gegenüber zu sein. Die Gesellschaft ziehe sich in epidemischem Ausmaß eine Horde kindlicher „Tyrannen“ heran, deren weitere Entwicklung eine gesamtgesellschaftliche Bedrohung darstelle.
Seit 2008 sieht Winterhoff diese Entwicklung durch die Digitalisierung weiter verstärkt. Die Reizüberflutung mit Informationen (bspw. durch Smartphones) führe bei immer mehr Erwachsenen zu einem depressionsnahen Zustand, den er den „Katastrophenmodus“ nennt. Um die mangelnde Abgrenzung bei Betroffenen wiederherzustellen, empfiehlt Winterhoff nach eigenem Vorbild ausgedehnte, mehrstündige Waldspaziergänge und eine kritische Reflexion des allgegenwärtigen Überforderungsbegriffs, den er in seinem Buch Mythos Überforderung. Was wir gewinnen, wenn wir uns erwachsen verhalten thematisiert. Winterhoff prognostiziert, ohne eine baldige Verhaltensänderung werde „unsere Gesellschaft ihre Kinder hassen“. Der emotionale Missbrauch der Kinder unter dem Deckmantel eines partnerschaftlichen Umgangs gefährde die kulturelle Lebensfähigkeit der Gesellschaft. Er fordert, die psychische Entwicklung von Kindern in den Mittelpunkt der Erziehung zu stellen. Kinder seien keine kleinen Erwachsenen. Nur wenn sie wie Kinder behandelt würden, befähige man sie, „in einem positiven Sinne lebensfähig“ zu werden.

## Rezeption und Kritik

### Bücher und öffentliche Auftritte
Winterhoffs Buch Warum unsere Kinder Tyrannen werden: Oder: Die Abschaffung der Kindheit erreichte laut Verlagswerbung binnen eines Jahres eine Auflage von 280.000 Exemplaren. In der Jahresbestsellerliste 2008 des Magazins Der Spiegel kam es auf Platz 4 der Sachbücher. Sein Nachfolger Tyrannen müssen nicht sein stand im Januar 2009 kurzzeitig auf Platz 1 der Spiegel-Bestsellerliste. Bis Anfang August 2009 wurden insgesamt 420.000 Exemplare von Warum unsere Kinder Tyrannen werden und 160.000 Exemplare von Tyrannen müssen nicht sein verkauft. Die Gesamtverkaufszahl seiner Publikationen lag nach Verlagsangaben 2017 bei 1,3 Millionen Exemplaren.
Seit dem Erscheinen seines ersten Bestsellers im Jahr 2008 erhielt Winterhoff Medienpräsenz als Gast in verschiedenen Talkshows wie Anne Will, Maischberger und Markus Lanz. Außerdem wurde er europaweit für Vorträge über Bildungs- und Erziehungsthemen eingeladen.

### Rezeption
Kurz nach dem Erscheinen von Winterhoffs erstem Buch Warum unsere Kinder Tyrannen werden kritisierte der Pädagoge und Familientherapeut Wolfgang Bergmann die Arbeit. Er warf Winterhoff vor, mit seinen undifferenzierten Thesen und Empfehlungen einseitig auf Gehorsam abzuzielen und damit ein kaltes Erziehungsklima zu fördern. Gehorsam behindert nach Bergmann die Intelligenz, die Entfaltung und die Freiheit eines Kindes. Die Historikerin Miriam Gebhardt machte darauf aufmerksam, dass die Rede vom „kindlichen Tyrannen“ eine typisch deutsche Prägung sei, deren Wurzel in der autoritären Pädagogik der Zeit des Nationalsozialismus liege, etwa den einschlägigen Erziehungsratgebern Johanna Haarers, wie sie in deren Buch Die deutsche Mutter und ihr erstes Kind niedergelegt sind.
Der Heilpädagoge Henning Köhler fand im Herbst 2009 die Wurzeln dieser Auffassung in der weiteren Tradition der schwarzen Pädagogik. Er widmete den Thesen Winterhoffs eine ausführliche Kritik, in der unter anderem der wissenschaftliche Anspruch moniert wird, mit dem der Kinderpsychiater auftrete. So bediene er sich eines überholten Narzissmusbegriffs der klassischen Psychoanalyse, der das obsolete Muster für die Standarddiagnose „frühkindliche narzisstische Störung“ bzw. Fixierung abgebe, nämlich Winterhoffs Rede vom Stehenbleiben auf der Stufe eines 10 bis 16 Monate alten Kindes. Unter Berufung auf neuere Forschung von Martin Dornes seien etwa das Wissen um die Subjektivität des Anderen, die Begabung zu Empathie und Kommunikation beim Säugling angeborenes „Kernwissen“ und nicht die hier behauptete kindliche Allmachtsphantasie tyrannischer Verfügung über Menschen als Objekte. Als vorgeblicher „Retter“ im „Krisengebiet Kindheit“ agitiere Winterhoff „eine völlig unangebrachte restaurative Propaganda“, während profunde Beiträge zur Erziehungsdebatte weithin unerhört blieben.
Der Literaturkritiker Denis Scheck bemängelte in der Besprechung der Spiegel-Bestsellerlisten 2009 den demagogischen Duktus des Erstlings Winterhoffs Warum unsere Kinder Tyrannen werden. In Fragen der Erziehung gelte das unbedingte Primat der Form. Für das Zweitwerk des Autors (Tyrannen müssen nicht sein), das zu diesem Zeitpunkt ebenfalls auf der Bestsellerliste stand, fand er eine ähnlich resümierende Kritik: „Menschen, die selbst nicht erwachsen sind, so die Generalthese des Jugendpsychiaters Winterhoff, geben schlechte Eltern ab. Mag sein, klingt jedenfalls plausibel. Ganz sicher aber wollen tatsächlich erwachsene Leser nicht in dem krud manipulativen Ton dieses Sachbuchs angesprochen werden.“
In der Wochenzeitung Die Zeit kontrastierte der Journalist Martin Spiewak Winterhoffs Thesen mit neueren wissenschaftlichen Untersuchungen, die zu diametral anderen Ergebnissen kämen. Winterhoff stütze sich ausschließlich auf Fallschilderungen aus seiner eigenen therapeutischen Praxis, die er generalisiere. Spiewak berief sich insbesondere auf die Studie des Psychologen Martin Dornes zur Modernisierung der Seele aus dem Jahr 2012. Dornes besprach in diesem an empirischen Befunden orientierten Überblickswerk kritisch die gängigen Topoi der Erziehungsdebatte. Winterhoff setze einen eigenen Akzent, indem er den vermeintlichen Zuwachs an Krankheitsfällen bei Kindern als eigentlichen Zuwachs an Entwicklungsstörungen diagnostiziere, die durch defizitäre Erziehung (Erziehungsverzicht) verursacht seien. Er vertrete eine „modifizierte Parentifizierungsthese“, auf die seine „Katastrophendiagnose“ aufbaue, ohne dass sich belastbare Statistiken oder seriöse Einschätzungen zur gesellschaftlichen Relevanz der beschriebenen Phänomene fänden. Die Zahl fehlerzogener und symptombehafteter Kinder sei in den späten 1950er-Jahren höher gewesen. Dornes stellt die Winterhoff’schen Datierungsangaben infrage und sieht eine Überspannung des beschworenen Verfallsszenarios eines kommenden gesellschaftlichen Zusammenbruchs. Er bemängelt die „unangemessen negative Einschätzung“ des modernen Erziehungsstils und hält die beschriebenen Phänomene erziehungsunfähiger Elternschaft für ein Minderheitenproblem. Die ungenannten Vorläufer der These vom narzisstischen Tyrannen fänden sich bereits in der Erziehungsliteratur der 1950er- und 1970er-Jahre. Insbesondere die Winterhoff’sche „Projektion“ sei als Narzissmuskritik schon 1975 in Thomas Ziehes Studie zum neuen Sozialisationstyp (Pubertät und Narzissmus) vorgetragen worden.
Spiewak kritisierte an Deutschland verdummt, dass Winterhoff „sich seine Schulrealität aus Zeitungsartikeln, Meinungsumfragen und Interviews mit Praktikern, die der Autor über das Buch streut“, bastele, und vermutet, dass diese Gespräche so nie stattgefunden hätten, weil sie nahezu identisch Winterhoffs Aussagen bestätigten. Er bezeichnete Winterhoff als „Thilo Sarrazin der Erziehung in Deutschland“. Spiewak erkannte drei Gründe für Winterhoffs Erfolg: einen Expertenbonus, Horrorlust und den Entlastungseffekt.
Der Journalist Alex Rühle hielt Winterhoff 2019 vor, in seinem neuen Werk Deutschland verdummt „mit dem Pauschalpanzer durchs Theoriegelände [zu donnern]“ und „dröhnende Endzeitrhetorik“ zu verbreiten. Dies sei „schade“ angesichts der treffenden Kernthese: „Der sogenannte ‚offene Unterricht‘ lässt Schüler wie Lehrer viel zu oft allein. Wenn Lehrer zu ‚Lernbegleitern‘ werden, läuft das dem Bedürfnis der Kinder nach Orientierung und Bindung zuwider.“ Winterhoffs gesellschaftspsychologische These einer gefährdeten politischen Stabilität, die nichts Gutes für die Zukunft verheiße, bezeichnete Rühle als „doch eher unterkomplex bis fragwürdig“. In seiner kritischen Doppelrezension stellte er Winterhoff das gleichzeitig erschienene Werk Ist die Schule zu blöd für unsere Kinder? des FAZ-Herausgebers Jürgen Kaube gegenüber. Dem entnahm er eine ähnlich kritische Haltung wie Winterhoff und ähnliche Kritikpunkte wie beispielsweise eine zu frühe Digitalisierung der Schulen. Statt Winterhoffs Dramatisierung und Verzerrung „ins Apokalyptische“ komme Kaube jedoch „witzig, kompetent und empirie- und faktengesättigt rüber“ und zeige eine idealistische Emphase.
Susanne Billig von Deutschlandfunk Kultur kritisierte, dass Winterhoffs Forderungen einer Pädagogik aus vergangenen Zeiten entstammten und nicht zukunftstauglich seien. Winterhoff wünsche sich die von Frontalunterricht, Autorität und Gehorsam angstgeprägte Pädagogik der 1960er- und 1970er-Jahre zurück. Der Kinder- und Jugendpsychiater Kai von Klitzing sieht als Ursache des medialen Interesses an Winterhoff, der in der Fachwelt auf medial kaum wahrgenommene Kritik stieß, „ein kollektives Schuldgefühl“ gegenüber den Kindern wegen deren Vernachlässigung im frühen Kindesalter und den daraus resultierenden Folgen. Durch die Darstellung von Kindern als Tyrannen finde eine Täter-Opfer-Umkehr statt, gegen die man sich wehren müsse. Von Klitzing hält dies für „eine sehr bequeme These, die man gerne“ höre.
Auch der Journalist und Erziehungswissenschaftler Reinhard Kahl fragte in der taz nach den Gründen für den Erfolg Winterhoffs. Er attestierte Winterhoff genau den pathologischen Narzissmus, den dieser mit einem „Parolenmix“ statt fundierter Theorie und einer monotonen diagnostischen und therapeutischen Praxis auf seine Klientel projiziert habe. Sein Erfolg verweise „aber auch auf einen blinden Fleck der Gesellschaft in nachautoritären und zugleich postantiautoritären Zeiten“: den „Mangel an wirklich erwachsen gewordenen Erwachsenen, die […] den Kindern gegenüber die Verantwortung für die Welt auch da übernehmen, wo sie nicht mit ihr einverstanden sind“, und zugleich in der Lage seien, „das innere Kind zu schützen“.

### Folgen der kritischen ARD-Reportage (2021)
Die Sendereihe Die Story im Ersten befasste sich im August 2021 in der Folge „Warum Kinder keine Tyrannen sind“ kritisch mit Winterhoffs Arbeit. Vorgestellt wurden Fälle, in denen Winterhoff Kindern pauschal das ruhigstellende Medikament Pipamperon verordnete, oftmals ohne erkennbare Indikation. In allen dargestellten Fällen berief er sich dabei auf eine als unwissenschaftlich kritisierte Diagnose, die den Thesen seiner Veröffentlichungen entsprach. Kritisiert wurde, dass die Verabreichung des Neuroleptikums zu häufig, zu lange und in zu hohen Dosen erfolgt sei. Der Bericht schloss mit der Schilderung von Fällen, in denen Winterhoff an Jungen Untersuchungen des Genitalbereichs durchgeführt habe, die von den betroffenen Personen als nachhaltig traumatisierend beschrieben wurden. Die Kinderpsychiaterin Ulrike Mattern-Ott bezeichnete die geschilderten Untersuchungen als „mehr als befremdlich“ für den kinderpsychiatrischen Bereich. Auch Herbert Renz-Polster kommentierte, dass das System nur funktioniere, weil Winterhoffs Art des Denkens über Kinder und Beziehungen heute noch von vielen Menschen geteilt werde.
Die Familienministerien der Länder Nordrhein-Westfalen und Rheinland-Pfalz kündigten nach der Ausstrahlung an, Winterhoffs Behandlungsmethoden umfangreich zu untersuchen. Das Jugendamt der Stadt Sankt Augustin kündigte die Zusammenarbeit mit Winterhoff aufgrund möglicher Hinweise auf eine „fachlich nicht vertretbare, schadenverursachende Arbeitsweise“. Der Diözesan-Caritasverband für das Erzbistum Köln forderte alle etwa 60 Träger der Kinder- und Jugendhilfe auf, die Zusammenarbeit mit Winterhoff kritisch zu prüfen. Der Verband zeigte sich erschrocken darüber, wie unkritisch Kinder- und Jugendhilfeinstitutionen Winterhoffs psychiatrische Diagnostik und Therapie akzeptiert und dass Jugendämter und Familiengerichte die Gutachter-Empfehlungen ungeprüft übernommen hätten.

### Strafanzeige 2021
Im August 2021 erstattete der Rechtsanwalt Mehmet Daimagüler bei der Staatsanwaltschaft Bonn für einige Betroffene Strafanzeige gegen Winterhoff wegen des Verdachts der schweren Körperverletzung und der Körperverletzung zulasten der behandelten Kinder sowie wegen Betrugs zulasten der Krankenkassen, mit denen er die Behandlungskosten abrechnete. Die Ärztekammer Nordrhein prüfte ein berufsrechtliches Vorgehen gegen Winterhoff. Winterhoffs Rechtsanwälte erklärten, die Reportage habe Falschaussagen enthalten, die Verordnung des Medikaments Pipamperon sei zulässig gewesen und bei den Abrechnungen seien kleinere Fehler passiert.
Ende März 2022 beschrieben die Journalisten Nicole Rosenbach und Rainer Stadler den Stand der Ermittlungen. Während die Ärztekammer ein zurückhaltendes Gutachten zur Verschreibung von Pipamperon veröffentlicht habe („als Dauermedikation in aller Regel nicht indiziert“), sei vonseiten der Anwälte Irritation über das Vorgehen und schleppende Prozedere der Staatsanwaltschaft zu vernehmen. Der nordrhein-westfälische Familienminister Joachim Stamp habe trotz anderslautender Ankündigungen nichts zur Aufklärung der im Raum stehenden Straftaten beigetragen. Im Mai 2022 wurden auf Veranlassung der Staatsanwaltschaft Bonn die Patientenakten in Winterhoffs ehemaliger Praxis sowie in weiteren Jugendhilfeeinrichtungen zur Sicherung möglichen Beweismaterials beschlagnahmt. Wenige Wochen später berichtete die Presse zunächst von einer dreistelligen Gesamtzahl von Anzeigen und Fällen.

### Anklage 2023
Anfang Juli 2023 erhob die Staatsanwaltschaft Bonn beim Landgericht Bonn Anklage gegen Winterhoff wegen gefährlicher Körperverletzung in 36 Fällen. Die Anwälte Winterhoffs, Kerstin Stirner und Carsten Brennecke, wiesen die von der Staatsanwaltschaft erhobenen Vorwürfe als unbegründet zurück. Medikamente seien lediglich bei medizinischer Indikation verordnet worden und die Verschreibung habe einer regelmäßigen Überprüfung unterlegen; Nachweise für eine nachteilige Auswirkung der verordneten Medikamente lägen nicht vor.

### Prozess  2025
Im Februar 2025 begann die Hauptverhandlung gegen Winterhoff wegen gefährlicher Körperverletzung in 36 Fällen durch Medikamentengabe vor dem Landgericht Bonn. Verhandelt wird wegen der unsachgemäßen Gabe von Pipamperon und dem Parkinson-Medikament Akineton und der daraus entstandenen Nebenwirkungen. Für den Prozess sind ca. 40 Verhandlungstage bis Ende Juli angesetzt.
Am 24. Februar 2025 um 23:00 Uhr wurde in der ARD eine neue dreiteilige Dokumentation des WDR mit dem Titel  „Der Kinderpsychiater – Die Macht des Dr. Winterhoff“ (insgesamt 101 Minuten) gesendet. Darin werden sowohl die zahlreichen Vorwürfe gegen Winterhoff als auch die Ereignisse zwischen der Dokumentation von 2021 und dem Prozessbeginn im Jahr 2025 beleuchtet. Auch mehrere der mutmaßlichen Opfer und ehemalige Mitarbeiter von Winterhoff kommen zu Wort.
Die erste Dokumentation des WDR von 2021 „Warum Kinder keine Tyrannen sind“ (44 Minuten) ist auch wieder in der ARD-Mediathek verfügbar. Der Film wurde mit dem Story on Stage Preis der Kindernothilfe 2022 ausgezeichnet.

## Schriften
Bis 2013, also in seinen ersten Publikationen, arbeitete Winterhoff mit dem Ghostwriter Carsten Tergast zusammen.
- Gastrinsekretion bei Ulcusdiathese durch Winkelbauer-Starlinger-Operation am Hund. (Bonn, Univ., Diss., 1984).
- Warum unsere Kinder Tyrannen werden: Oder: Die Abschaffung der Kindheit. Gütersloher Verlagshaus, Gütersloh 2008, ISBN 978-3-579-06980-7.
- Tyrannen müssen nicht sein: Warum Erziehung nicht reicht – Auswege. Gütersloher Verlagshaus, Gütersloh 2009, ISBN 978-3-579-06899-2.
- Persönlichkeiten statt Tyrannen: Oder: Wie junge Menschen in Leben und Beruf ankommen. Gütersloher Verlagshaus, Gütersloh 2010, ISBN 978-3-579-06867-1.
- Lasst Kinder wieder Kinder sein! Oder: Die Rückkehr zur Intuition. Gütersloher Verlagshaus, Gütersloh 2011, ISBN 978-3-579-06750-6.
- Moderne Entwicklungsstörungen bei Kindern und Jugendlichen Analyse – Herausforderungen und Aufgaben – Auswege. Ein Vortrag auf DVD von Michael Winterhoff. Gütersloher Verlagshaus, Gütersloh 2011, ISBN 978-3-579-07636-2.
- SOS Kinderseele. Was die emotionale und soziale Entwicklung unserer Kinder gefährdet – Und was wir dagegen tun können. C. Bertelsmann, München 2013, ISBN 978-3-570-10172-8.
- Mythos Überforderung. Was wir gewinnen, wenn wir uns erwachsen verhalten. Gütersloher Verlagshaus, Gütersloh 2015, ISBN 978-3-579-06620-2.
- Die Wiederentdeckung der Kindheit. Wie wir unsere Kinder glücklich und lebenstüchtig machen. Gütersloher Verlagshaus, Gütersloh 2017, ISBN 978-3-579-08662-0.
- Deutschland verdummt: Wie das Bildungssystem die Zukunft unserer Kinder verbaut. Gütersloher Verlagshaus, Gütersloh 2019, ISBN 978-3-579-01468-5.[57]